# 赤城神社 (柏市)
赤城神社（あかぎじんじゃ）は千葉県柏市あけぼのにある神社。群馬県の赤城山を祭る赤城神社の支流。旧社格は村社。
東側の道路側は、1m程度の白い壁で囲われている。東門と正門、そして南側の裏門が存在する。正門には石造りの鳥居がある。

## アクセス
柏駅西口徒歩約10分